# プリシラ・チャン (慈善家)
プリシラ・チャン(Priscilla Chan、1985年2月24日 - ）は、アメリカ合衆国の小児科医、慈善活動家である。夫は、Facebook共同創設者の1人でMeta最高経営責任者 (CEO) のマーク・ザッカーバーグ。中国系アメリカ人。
生まれも育ちもマサチューセッツ州である。学部はハーバード大学に通い、その後カリフォルニア大学サンフランシスコ校で医学博士号を取得した。
2015年12月、チャンとザッカーバーグは保有するFacebook株の99パーセント（450億ドル相当）を、福祉と教育を主眼とした慈善団体チャン・ザッカーバーグ・イニシアチヴに寄付することを発表した。2016年、2人はさらに46億ドルを慈善活動に使うことを約束している。

## 生い立ち
1985年2月24日、マサチューセッツ州ブレインツリーに生まれ、同州ボストン郊外のクインシーで育った。下には妹が2人いる。両親はホア族（在ベトナム華僑）であり、難民ボートに乗ってベトナムからアメリカに渡った移民である。チャンは家では広東語を話し、時に祖父母の通訳にもなった。クインシー高校卒業時には総代を務めた。マーク・ザッカーバーグのFacebookへの投稿によると、チャンは仏教徒である。

## 教育
2003年にハーバード大学に入学し、マーク・ザッカーバーグとの交際をスタートしている。2007年にハーバードを卒業し、生物学の学士を取得した。中国語、広東語、英語を操る。チャンは一族で初めて大学を卒業した人間となった。私立校のハーカー・スクールで一年間、理科を教えていた後、2008年にカリフォルニア大学サンフランシスコ校医学部に入学した。2012年に同学部を卒業し、2015年の夏に小児科の研修期間を終了した。

## 私生活

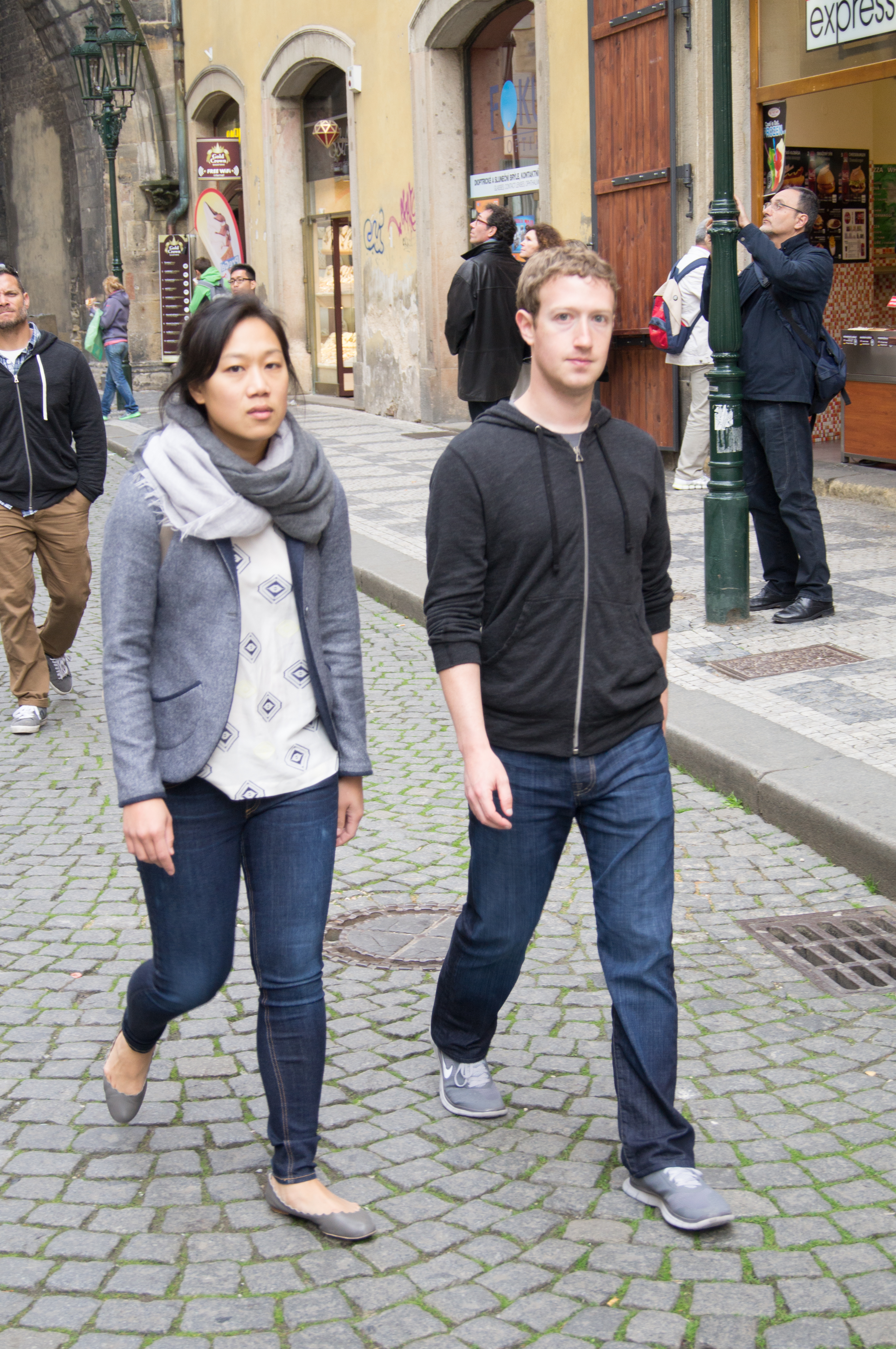
プラハの町を散策するチャンと夫のマーク・ザッカーバーグ

2012年、Facebookが株式上場をした翌日の3月19日にチャンとザッカーバーグは結婚した。
2015年7月31日、ザッカーバーグはチャンが女児を妊娠していることを発表した。チャンには3度の流産の経験があった。2015年12月1日に、チャンが長女を出産したことが発表された。2017年8月28日には、次女が生まれた。2人は子供たちにマキシマ (Maxima) とオーガスト (August) と名付けている。

## チャン・ザッカーバーグ・イニシアチブ
ザッカーバーグとチャンは46億ドルを慈善活動に投じることを約束しており、例えばチャンが勤務していたサフランシス総合病院には75000ドルの寄付が行われる。2013年にはFacebookの株式を180万株（少なくとも9億7000万ドル相当）がシリコンバレー・コミュニティ財団に譲渡された。この年に夫妻は米雑誌のクロニクル・オブ・フィランソロピーによる「寛大なアメリカ人慈善活動家トップ50」に掲載された。ザッカーバーグたちはサンフランシスコ・ベイエリアの公立学校に対する1億2,000万ドルの寄付も発表している。
2015年12月1日、チャンとザッカーバーグは生まれたばかりの長女に宛てた手紙をFacebook上で公開し、さらに保有するFacebook株の99パーセントを寄付することを発表した。寄付する先は、チャン・ザッカーバーグ・イニシアチヴという彼らが新たに立ち上げた、福祉と教育をテーマにした慈善団体だった。
チャンの慈善活動の目標は教育、福祉、科学であり、彼女の個人的なバックグラウンドと深く関係していて、夫の慈善事業に関しても彼女の影響が大きかったと言われている。2016年にはカリフォルニア州イースト・パロ・アルトに、妊婦検診からK-12教育まで可能な無償の学校ザ・プライマリー・スクールを設立する計画を発表した。
2017年5月にはサンフランシスコ・クロニクル紙が開催する第三回ヴィジョナリー・オブ・イヤー賞にノミネートされている。この賞は、世界を良いものにし、新しい革新的な仕事の仕方で変化を促すことを目指したリーダーを讃えるものである。